# Браун, Кларенс (режиссёр)
Кла́ренс Леон Бра́ун (англ. Clarence Leon Brown; 10 мая 1890, Клинтон — 17 августа 1987, Санта-Моника) — американский кинорежиссёр и продюсер, обладатель «Кубка Муссолини» Венецианского кинофестиваля (1935), премии BAFTA в номинации «Награда объединённых наций» (1951) и именной звезды на Голливудской «Аллее славы» (1960).
Наиболее известен по режиссуре фильмов «Плоть и дьявол» (1926), «Анна Кристи» (1930), «Анна Каренина» (1935), «Жена против секретарши» (1936) и «Они встретились в Бомбее» (1941), в большинстве из которых были задействованы любимые актёры Кларенса Брауна — Грета Гарбо и Кларк Гейбл; именно Браун открыл талант Гарбо. Браун — шестикратный номинант на премию «Оскар» и единственный режиссёр в мире с таким количеством номинаций, никогда не удостоившийся ни одной статуэтки.
Стиль Брауна казался обманчиво простым, однако подобная лёгкость была результатом громадной заботы. Как режиссёр, Браун был обеспокоен не только актёрской игрой, но и освещением, монтажом, построением истории — каждой деталью процесса создания фильма. Ситуации его лент, в которых он добился сильного натурализма, были всегда убедительными. По словам самого Брауна, всем этим он был обязан кинорежиссёру Морису Турнёру, который проложил ему дорогу в кинематограф.

## Биография
Кларенс Леон Браун родился 10 мая 1890 года в городе Клинтон, штат Массачусетс, США, в семье производителя хлопка Ларкина Х. Брауна. Вся семья переехала на юг, когда мальчику было одиннадцать лет. После окончания Ноксвильсская средняя школа, Браун поступил в университет Теннесси, успешно окончив и его в девятнадцать лет с двумя степенями в инженерном деле. Отец хотел, чтобы сын пошёл по его стопам и занялся производством хлопка, однако увлечение Кларенса автомобилями сподвигло его покинуть родной дом и переехать в Иллинойс, где Браун устроился на работу в компанию Moline Automobile Company, а позже в Stevens-Duryea.
В 1913—1914 годах Браун впервые заинтересовался кинематографом и посетил кинокомпанию Peerless Studio, где взял несколько фильмов для просмотра. Среди них были ленты Фрэнка Крэйна, Альбера Капеллани, Эмиля Шотара и Мориса Турнёра. После просмотра картин Браун твёрдо решил стать кинорежиссёром. Для этого он отправился в Нью-Йорк, для того, чтобы познакомиться с одним из этих четырёх режиссёров. Пересекая боро Форт-Ли на пароме, он услышал, как несколько человек разговаривали о Морисе Турнёре, в частности о том, что режиссёр подыскивает себе помощника. Добравшись до Нью-Йорка, Браун нашёл Турнёра на съёмочной площадке нового фильма «Детёныш». Прождав режиссёра до шести часов вечера, Браун все-таки добился того, чтобы его взяли на новую работу.
До 1919 года Браун продолжал работать на Турнёра, пока сам не нашёл интересную историю, на основе которой можно было бы снять фильм. Сценарий написал сам Браун совместно с актёром Джоном Гилбертом. Как признавался сам Браун, вся съёмочная группа была целиком «зелёной»: от оператора до художника-постановщика. Даже Джон Гилберт никогда до этого не писал сценарии. После завершения съёмочного процесса Браун посмотрел картину вместе с Морисом Турнёром и Джоном Гилбертом, последнему из которых она крайне не понравилась: «Бог мой! Он испортил мою историю! Это — худший фильм, который я видел в своей жизни!» — кричал он. Браун расстроился, опустил плечи, и подумал, что, вероятно, ему не стать хорошим кинорежиссёром. В монтажной комнате к нему подошёл Турнёр, и сказал, что фильм был великолепным. «Великий искупитель» — именно такое название дали ленте, которая стала настоящим хитом. Картина стала дебютом Брауна в большом кино.
После этого Браун ещё несколько лет работал совместно с Турнёром, срежиссировав несколько фильмов, в том числе «Последний из Могикан» и «Глупые матроны». В середине 1920-х годов Браун начал работать на продюсера Жюля Брулатура, который, как выяснилось, продюсировал почти все фильмы Турнёра. Наиболее примечательные картины Брауна 1920-х годов — «Женщина-простушка» (1925), «Орёл» (1925) и «Плоть и дьявол» (1926). Наиболее тяжело Брауну далось создание «Орла» — экранизации романа Александра Пушкина «Дубровский», главную роль в котором исполнил Рудольф Валентино. Позже Браун признавался, что наибольшее удовольствие ему доставила работа с Гретой Гарбо и самим Валентино, который скончался через год после выхода ленты на экран. «[Плоть и дьявол», по мнению режиссёра, открыла талант Гарбо, а на съёмочной площадке этого фильма между актрисой и Джеком Гилбертом завязался любовный роман.
Спустя четыре года Браун впервые в своей жизни был выдвинут на премию «Оскар» за режиссёрскую работу фильмов «Анна Кристи» и «Романс», но на церемонии вручения проиграл Льюису Майлстоуну. Впоследствии режиссёр ещё пять раз был номинирован на премию: за режиссёрские работы фильмов «Вольная душа» (1931), «Человеческая комедия» (1943), «Национальный бархат» (1944) и «Оленёнок» (1946).
В 1952 году Кларенс Браун снял свой последний фильм «Плимутское приключение» и заявил об уходе из кино. Морис Турнёр, учитель Брауна, ушёл из жизни в 1961 году, когда Кларенс находился в Санкт-Морице, Швейцария. Как только режиссёру сообщили трагическую новость, тот сразу же вылетел из Швейцарии на похороны друга. Автобиографию, написанную в 1968 году, Браун завершил словами:

Я обязан всем, что у меня есть в мире, Морису Турнёру. Сейчас я покончил с кинематографом. Я закончил свою работу. Я закончил свою жизнь. Я не видел и двух фильмов за последние десять лет. Почему? Да потому, что я, как старая огненная лошадь, которая продолжает бежать, когда слышит звон колокола. Если я смотрю картину и она мне не нравится — все в порядке. Но если она мне нравится, старые инстинкты начинают работать, а я хочу продолжить своё дело и вернуться к работе.— Кларенс Браун
Перешагнув черту в 90 лет, Браун жил в городе Санта-Моника (штат Калифорния, США), где 17 августа 1987 года и скончался в медицинском центре «Сейнт-Джон» от отказа почки. Браун никогда не был женат и не оставил после себя детей.

## Фильмография
| Год  |   | Русское название          | Оригинальное название    | Роль     |
| ---- | - | ------------------------- | ------------------------ | -------- |
| 1920 | ф | Великий искуситель        | The Great Redeemer       | режиссёр |
| 1920 | ф | Последний из Могикан      | The Last of the Mohicans | режиссёр |
| 1921 | ф | Глупые матроны            | The Foolish Matrons      | режиссёр |
| 1923 | ф | Не женись ради денег      | Don't Marry for Money    | режиссёр |
| 1923 | ф | Оправдательный приговор   | The Acquittal            | режиссёр |
| 1924 | ф | Сигнальная башня          | The Signal Tower         | режиссёр |
| 1924 | ф | Бабочка                   | Butterfly                | режиссёр |
| 1925 | ф | Тлеющий пожар             | Smouldering Fires        | режиссёр |
| 1925 | ф | Женщина-простушка         | The Goose Woman          | режиссёр |
| 1925 | ф | Орёл                      | The Eagle                | режиссёр |
| 1926 | ф | Плоть и дьявол            | Flesh and the Devil      | режиссёр |
| 1926 | ф | Кики                      | Kiki                     | режиссёр |
| 1928 | ф | Поход 98-го года          | The Trail of '98         | режиссёр |
| 1928 | ф | Женщина, крутившая романы | A Woman of Affairs       | режиссёр |
| 1928 | ф | Казаки                    | The Cossacks             | режиссёр |
| 1929 | ф | Женщина дела              | Wonder of Women          | режиссёр |
| 1929 | ф | Голубые береты            | Navy Blues               | режиссёр |
| 1930 | ф | Анна Кристи               | Anna Christie            | режиссёр |
| 1931 | ф | Вдохновление              | Inspiration              | режиссёр |
| 1931 | ф | Вольная душа              | A Free Soul              | режиссёр |
| 1932 | ф | Эмма                      | Emma                     | режиссёр |
| 1932 | ф | Летти Линтон              | Letty Lynton             | режиссёр |
| 1932 | ф | Сын-дочь                  | The Son-Daughter         | режиссёр |
| 1933 | ф | Забегая наперёд           | Looking Forward          | режиссёр |
| 1933 | ф | Ночной полёт              | Night Flight             | режиссёр |

| Год  |   | Русское название         | Оригинальное название     | Роль     |
| ---- | - | ------------------------ | ------------------------- | -------- |
| 1934 | ф | Сэйди Макки              | Sadie McKee               | режиссёр |
| 1934 | ф | В цепи                   | Chained                   | режиссёр |
| 1935 | ф | Анна Каренина            | Anna Karenina             | режиссёр |
| 1935 | ф | Ах, дикость!             | Ah, Wilderness!           | режиссёр |
| 1936 | ф | Жена против секретарши   | Wife vs. Secretary        | режиссёр |
| 1936 | ф | Великолепная инсинуация  | The Gorgeous Hussy        | режиссёр |
| 1937 | ф | Завоевание               | Conquest                  | режиссёр |
| 1938 | ф | Из человеческих сердец   | Of Human Hearts           | режиссёр |
| 1939 | ф | Восторг идиота           | Idiot's Delight           | режиссёр |
| 1939 | ф | Идут дожди               | The Rains Came            | режиссёр |
| 1940 | ф | Эдисон, человек          | Edison, the Man           | режиссёр |
| 1941 | ф | Приходи со мной жить     | Come Live with Me         | режиссёр |
| 1941 | ф | Они встретились в Бомбее | They Met in Bombay        | режиссёр |
| 1943 | ф | Человеческая комедия     | The Human Comedy          | режиссёр |
| 1944 | ф | Белые скалы Дувра        | The White Cliffs of Dover | режиссёр |
| 1944 | ф | Национальный бархат      | National Velvet           | режиссёр |
| 1946 | ф | Оленёнок                 | The Yearling              | режиссёр |
| 1947 | ф | Песня любви              | Song of Love              | режиссёр |
| 1949 | ф | Осквернитель праха       | Intruder in the Dust      | режиссёр |
| 1950 | ф | Порадовать женщину       | To Please a Lady          | режиссёр |
| 1951 | ф | Ангелы у кромки поля     | Angels in the Outfield    | режиссёр |
| 1951 | ф | Это большая страна       | It's a Big Country        | режиссёр |
| 1952 | ф | Когда в Риме             | When in Rome              | режиссёр |
| 1952 | ф | Плимутское приключение   | Plymouth Adventure        | режиссёр |